# Szahír

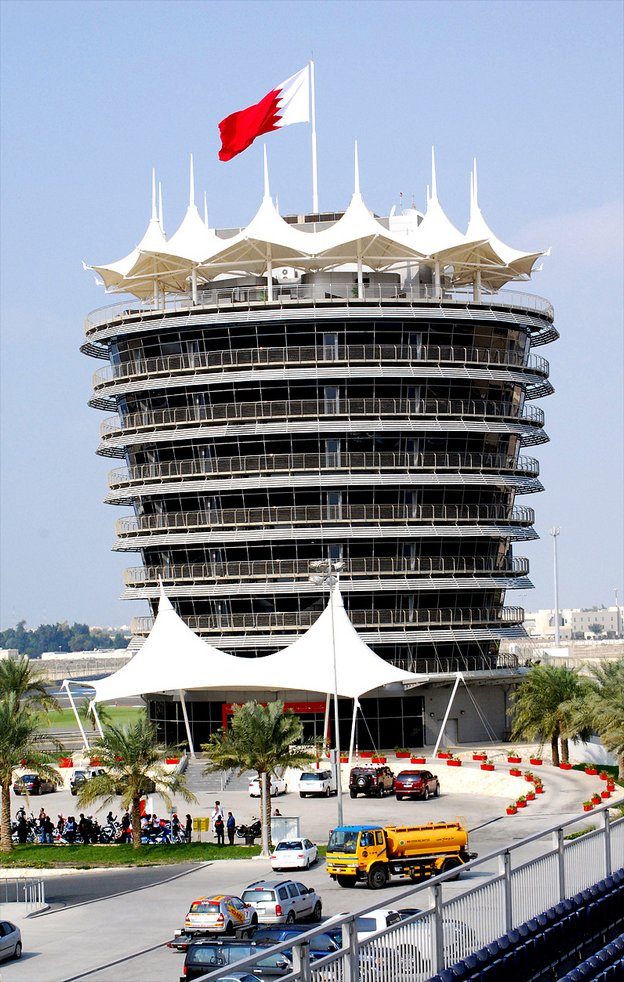
A Bahrain International Circuit VIP-tornya

Szahír, vagy asz-Szahír (arabul: الصخير) sivatagos terület Bahreinben, a fővárostól, Manámától 30 km-re, közel az-Zallak faluhoz. Itt található a Bahrain International Circuit versenypálya, mely 2004 óta ad otthont a Formula–1 versenynaptárában szereplő Bahreini Nagydíjnak.